# Arruda dos Vinhos
Pour les articles homonymes, voir Arruda.
Arruda dos Vinhos est une municipalité (en portugais : concelho ou município) du Portugal, située dans le district de Lisbonne et l'Ouest et Vallée du Tage.

## Géographie
Arruda dos Vinhos est limitrophe :
- au nord, de Alenquer,
- au sud-est, de Vila Franca de Xira,
- au sud, de Loures,
- à l'ouest, de Mafra,
- au nord-ouest, de Sobral de Monte Agraço.

## Démographie
| 1801  | 1849  | 1900  | 1930  | 1960  | 1981  | 1991  | 2001   | 2011   |
| ----- | ----- | ----- | ----- | ----- | ----- | ----- | ------ | ------ |
| 2 789 | 4 339 | 5 547 | 7 670 | 8 021 | 8 875 | 9 364 | 10 350 | 13 391 |

## Subdivisions
La municipalité de Arruda dos Vinhos groupe 4 freguesias :
- Arranhó
- Arruda dos Vinhos
- Cardosas
- Santiago dos Velhos